# Medalla de Birmània

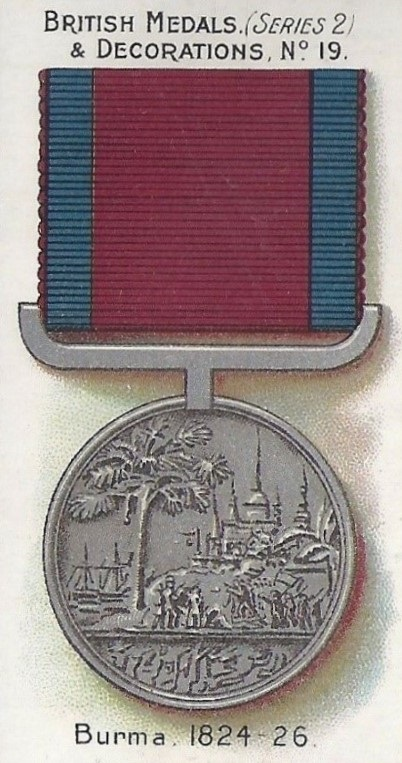
Revers de la medalla

La medalla de Birmània (anglès: Bruma Medal) és una medalla de campanya atorgada pel governador general de l'Índia als soldats indis nadius dels exèrcits de l'Honorable Companyia de les Índies Orientals (HEIC) que van participar en la Primera Guerra de Birmània des d'abril de 1824 fins a febrer de 1826.

## Criteris
La guerra es va lliurar entre l'HEIC britànica i el Regne de Birmània, principalment per les incursions birmanes al nord-est de l'Índia. La guerra va acabar el febrer de 1826 amb el Tractat de Yandabo, en el qual Birmània va cedir territori a l'HEIC, va pagar una gran indemnització i va acceptar signar un tractat comercial.
La medalla va ser autoritzada per Lord Amherst, el governador general de l'Índia , l'abril de 1826. Va ser concedida només a les forces de l'HEIC, als oficials i oficials indis nadius en or (unes 750 atorgades) i a altres rangs nadius en plata (unes 24.000 concessions. L'únic europeu que va rebre la medalla, en or, va ser el general Sir Archibald Campbell que va comandar les forces britàniques i índies durant la campanya. La medalla es limitava als implicats en la lluita real, també s'atorgava pòstumament, als hereus dels que havien mort.
Els europeus que hi van participar, inclosos els oficials al servei de l'HEIC i els membres de l'exèrcit britànic i la Royal Navy, no eren elegibles per a la medalla. Tanmateix, els oficials, soldats i mariners britànics supervivents es van qualificar per a la Medalla de l'Exèrcit de l'Índia amb fermall Ava, quan aquesta medalla es va establir el 1851. Com que ja havien rebut la Medalla de Birmània, els indis nadius no van rebre la Medalla de l'Exèrcit de l'Índia. per a la campanya.

## Disseny
La medalla va ser encertada a la Casa de la Moneda de Calcuta en or i plata. Tots dos tipus feien 1,5 polzades (38 mm) de diàmetre amb el següent disseny:
- L'anvers, dissenyat per William Daniell RA[1] representa l'elefant de Birmània ajupit en sotmetre's al lleó britànic victoriós, mentre que darrere l'estendard birmà s'abaixa davant la bandera de la Unió, hi ha palmeres darrere. A l'exerg hi ha la inscripció persa L'elefant d'Ava és obedient al lleó d'Anglaterra, any 1826 .
- El revers, dissenyat per William Wyon,[1] representa l'assalt de la pagoda Shwedagon a Rangun. A l'esquerra hi ha la Flotilla Irauadi, amb el comandant britànic general Campbell dirigint l'atac des de sota una palmera. A l'exerg hi ha la inscripció en persa Una medalla pels soldats britànics victoriosos d'Ava.

No es va autoritzar cap fermall i la medalla es va emetre sense nom.
La suspensió era un anell unit a la medalla mitjançant un clip d'acer, o bé mitjançant una barra recta subjectada a una urpa d'acer
La medalla es portava al costat esquerre del pit, suspesa d'una cinta d'1,5 polzades (38 mm) d'ample de carmesí amb vores blau fosc. Aquesta va ser la "cinta militar" britànica utilitzada anteriorment per a la medalla d'or i la creu de l'exèrcit, la medalla de Waterloo i més tard la medalla del servei general militar.
La Medalla de Birmània va ser la primera medalla de campanya HEIC que es va emetre amb una cinta diferent, les medalles anteriors s'havien portat al coll, la majoria amb un cordó.